# 作品 (同人誌)
『作品』（さくひん）は、1930年（昭和5年）から1940年（昭和15年）まで全120冊発行された文芸同人誌。

## 概要
横光利一、堀辰雄らによる雑誌『文學』と雑誌『1930年』の双方の同人が発展的に融合し新たな同人雑誌『作品』として1930年（昭和5年）5月に創刊された。
過去に同人雑誌『1928』があり、これは年ごとに雑誌『1929』、雑誌『1930』と名称を変化させた。この雑誌群のうち『1929』時点でともに同人であった、布上芳介と小野松二とを中心に1930年（昭和5年）に作品社が発足。同社からの刊行雑誌となった。ほかに小林秀雄、三好達治、井伏鱒二、牧野信一、河上徹太郎、今官一、今日出海、深田久弥、中村正常、梶井基次郎、尾崎士郎、尾崎翠、中里恒子、寺崎浩、榊山潤、嘉村磯多、坂口安吾、上林暁、中山義秀、中谷孝雄、稲垣足穂、石塚友二、大岡昇平、木山捷平、那須辰造、吉村鐵太郎、谷川徹三、岸田國士、宮原晃一郎、久米文夫、井上究一郎、鈴木健郎、桑原武夫、三原達夫、山内義雄、太宰施門らの寄稿を受けることとなった。文学史の上では、新興芸術派に対抗する正統芸術派の雑誌とみなすことができ、横光利一の弟子が多く書いた。
創刊号掲載の堀辰雄「ルウベンスの偽画」の改作版をはじめ、梶井基次郎「交尾」、河上徹太郎「羽左衛門の死と変貌についての対話」、小林秀雄によるランボオ「飾画」の翻訳などを掲載した。
なお、戦後の1979年（昭和54年）に創立された出版社の作品社はこの雑誌から社名をとっている。